# Euonymus europaeus
El boneter, bonet, bonets o evònim (Euonymus europaeus) és una espècie de planta amb flors del gènere Euonymus dins la família de les celastràcies (Celastraceae). És una planta nativa d'Europa.
Addicionalment pot rebre els noms de barret de capellà, barretets de capellà, barretets vermells, barrets de capellà, evònim europeu, herba de polls, matapoll i matapolls. També s'han recollit les variants lingüístiques bonetos i mata-poi.

## Descripció

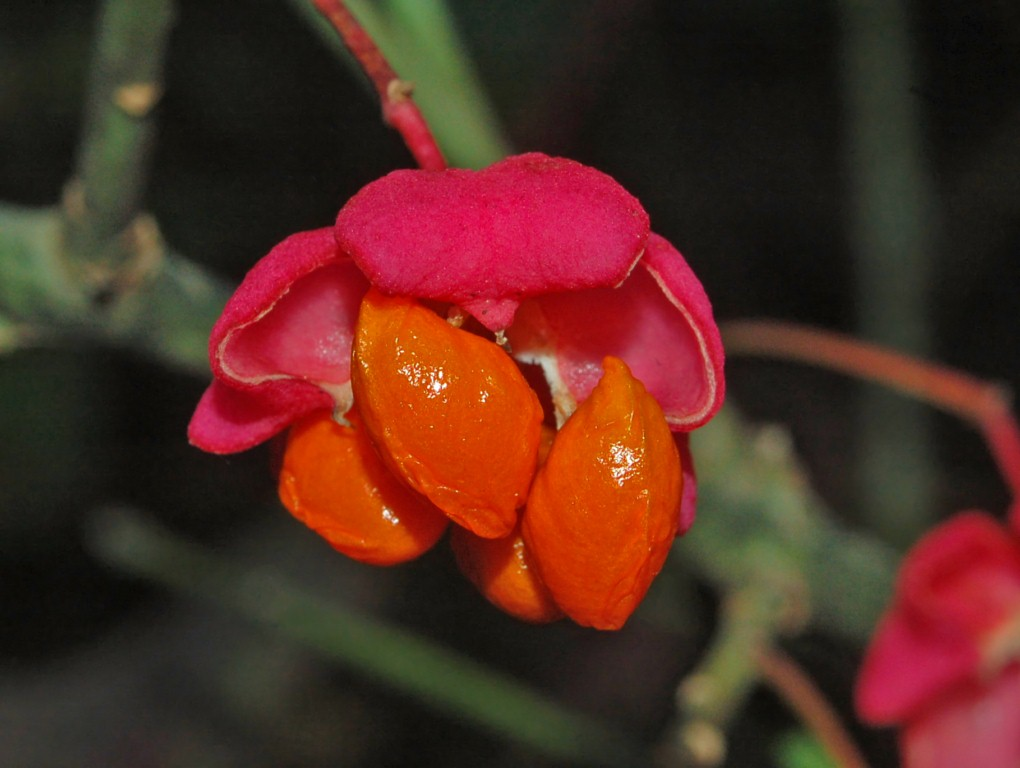
Càpsula oberta mostrant les llavors embolcallades per un aril taronja

Té una alçada de 3 a 6 m d'alt, rarament fins a 10 m. Les fulles són oposades de lanceolades a el·líptiques de 3 a 8 cm de llargada i d'1 a 3 cm d'amplada amb el marge finament serrat. A la tardor les fulles prenen un color roig brillant.
Les flors són hermafrodites i es presenten en inflorescències. El fruit és una càpsula que madura a la tardor. Les llavors són de color taronja. El fruit és verinós i conté a més alcaloides com la teobromina i cafeïna.

## Distribució
És nativa d'Europa des d'Irlanda i sud d'Escandinàvia al nord de la Península Ibèrica i fins a Sicília, arriba a Lituània per l'est, Àsia Menor i Caucas. Als Països Catalans només es troba a Catalunya, principalment a la meitat oriental, i a la Catalunya Nord. La planta creix entre els 0 i els 1.000 metres d'altitud (rarament fins als 1.200 metres).

## Hàbitat
Prefereix les vores del bosc i les tanques vegetals, els sòls rics en nutrients i pobres en sals. Habitualment en zones humides on hi dominen rouredes, boscos de ribera i bardisses.

## Taxonomia
Aquesta espècie va ser publicada per primer cop l'any 1753 al primer volum de l'obra Species Plantarum del botànic suec Carl von Linné (1707-1778).

### Sinònims
Els següents noms científics són sinònims heterotípics d'Euonymus europaeus:
- Euonymus angustifolius Gilib.
- Euonymus bulgaricus Velen.
- Euonymus czernjaevii Klokov
- Euonymus europaeus var. albus Weston
- Euonymus europaeus f. albus (Weston) Rehder
- Euonymus europaeus aldenhamensis Gibbs
- Euonymus europaeus f. aldenhamensis (Gibbs) Rehder
- Euonymus europaeus var. aldenhamensis (Gibbs) Bean
- Euonymus europaeus var. angustifolius Schultz
- Euonymus europaeus f. angustifolius Gančev
- Euonymus europaeus var. atropurpureus Mouill.
- Euonymus europaeus f. atropurpureus (Mouill.) Hegi
- Euonymus europaeus f. atrorubens (C.K.Schneid.) Hegi
- Euonymus europaeus var. australis Kom.
- Euonymus europaeus f. bulgaricus (Velen.) Gančev
- Euonymus europaeus var. fibrillifer (Fisch. & C.A.Mey.) Medw. ex N.Busch
- Euonymus europaeus var. intermedius Gaudin
- Euonymus europaeus f. microphyllus (Beck) Gančev
- Euonymus europaeus subsp. moldavicus (Klokov) Grosset
- Euonymus europaeus f. nanus (Lodd. ex Loudon) Besser
- Euonymus europaeus var. nanus Lodd. ex Loudon
- Euonymus europaeus var. pumilus G.Don
- Euonymus europaeus f. scaberulus (Beck ex Hayek) Jovan.
- Euonymus europaeus subf. scaberulus Beck ex Hayek
- Euonymus europaeus var. suberosus (Klokov) Tzvelev
- Euonymus europaeus subsp. subvelutinus (Săvul. & Rayss) Grosset
- Euonymus europaeus var. subvelutinus Săvul. & Rayss
- Euonymus europaeus var. tenuifolius L.
- Euonymus europaeus subsp. tenuifolius (L.) Ehrh.
- Euonymus fibrillifer Fisch. & C.A.Mey.
- Euonymus flavescens Paul
- Euonymus floribundus Steven
- Euonymus latifolius S.G.Gmel.
- Euonymus medirossicus Klokov
- Euonymus medius Kit.
- Euonymus moldavicus Klokov
- Euonymus multiflorus Opiz
- Euonymus odessanus Klokov
- Euonymus pubescens Steven
- Euonymus quadrigonus Gueldenst. ex Ledeb.
- Euonymus suberosus Klokov
- Euonymus vulgaris Mill.
- Euonymus vulgaris var. atrorubens C.K.Schneid.
- Euonymus vulgaris var. microphyllus Beck

## Cultiu i usos
És una planta resistent i de fusta dura, en temps passats se n'havia fet fusos tèxtils i carbonet.
És una planta ornamental popular, s'havia usat com planta medicinal.

## Galeria

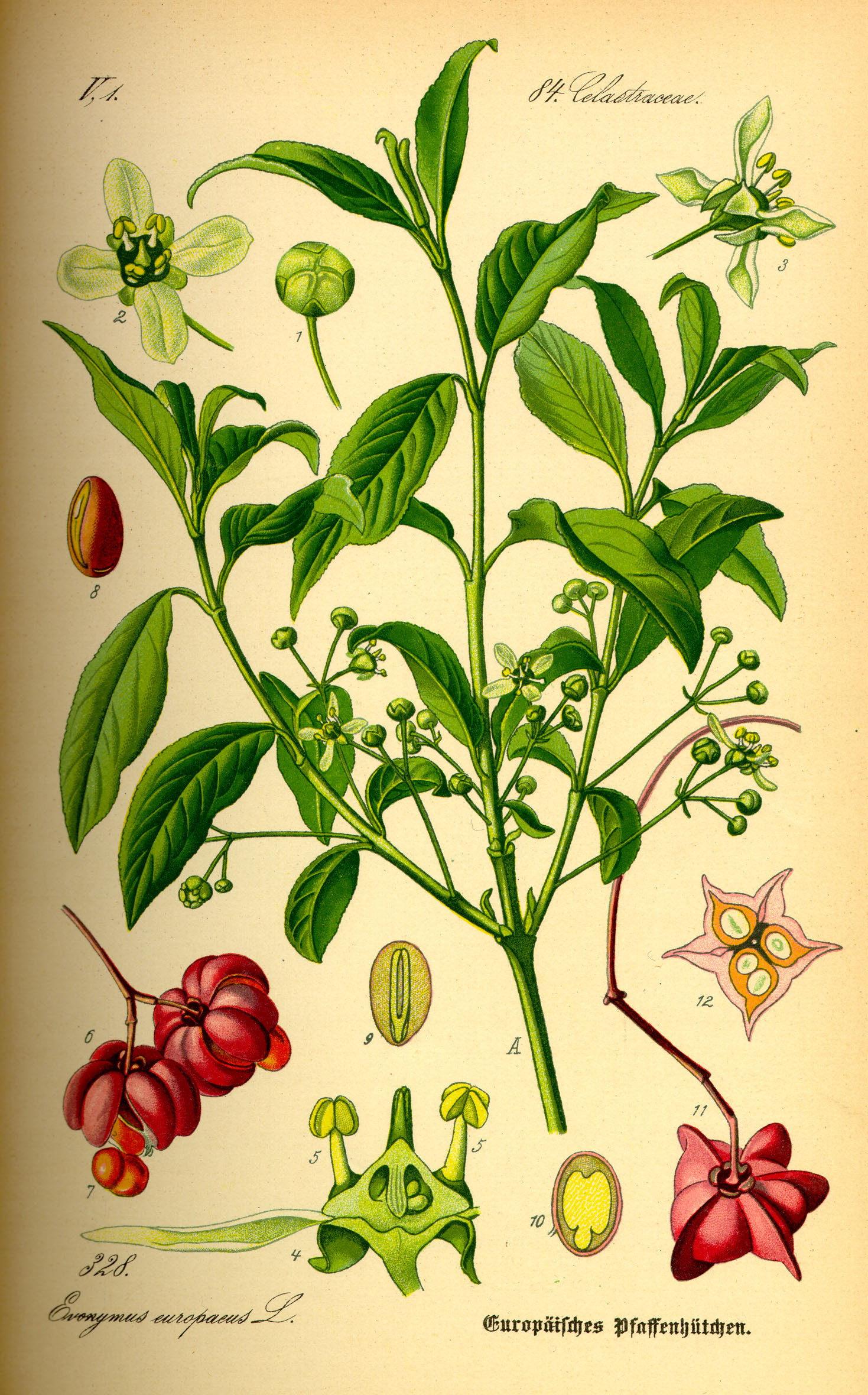
De Flora von Deutschland, Österreich und der Schweiz, 1885
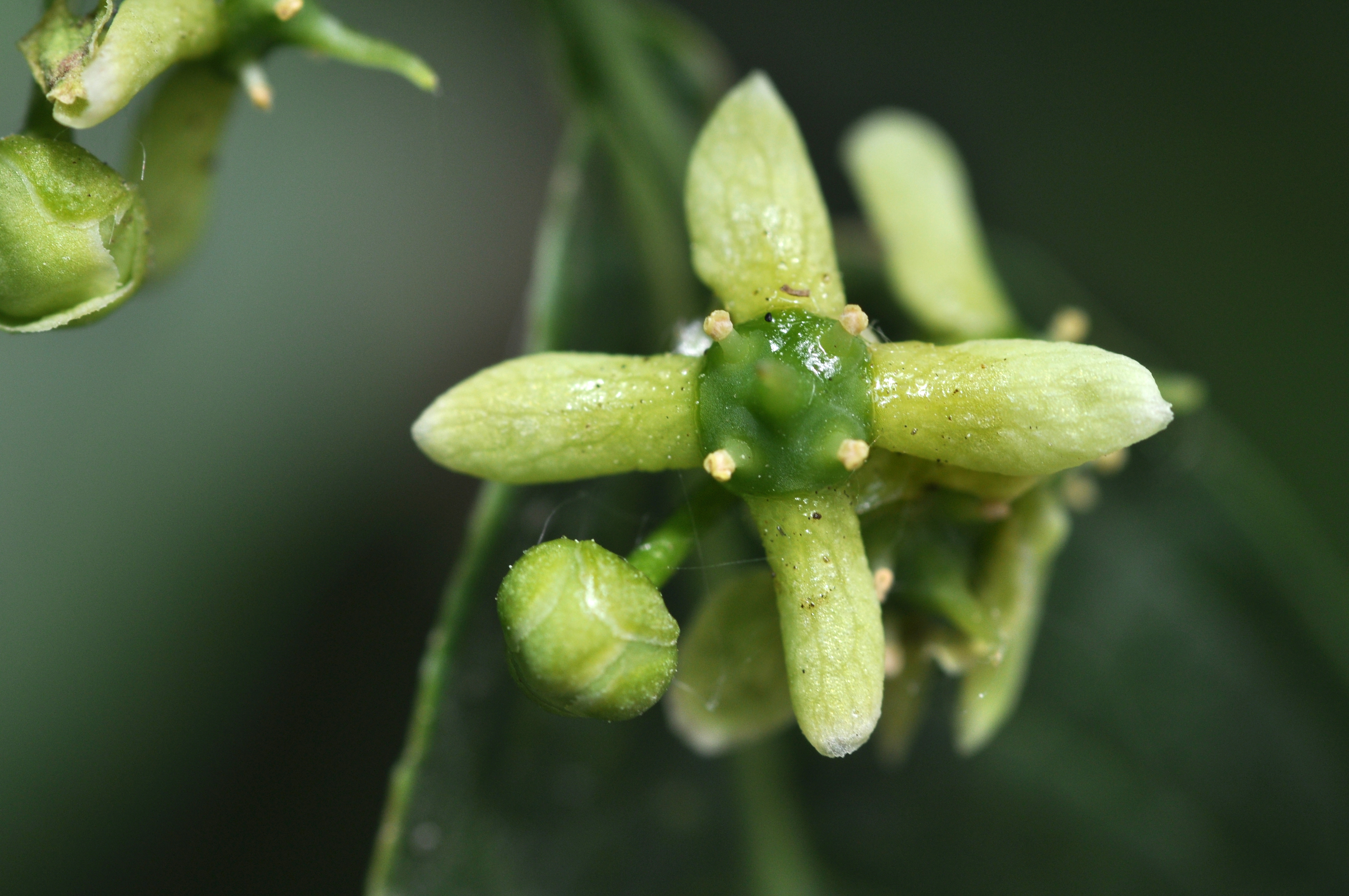
Flor d'Euonymus europaeus
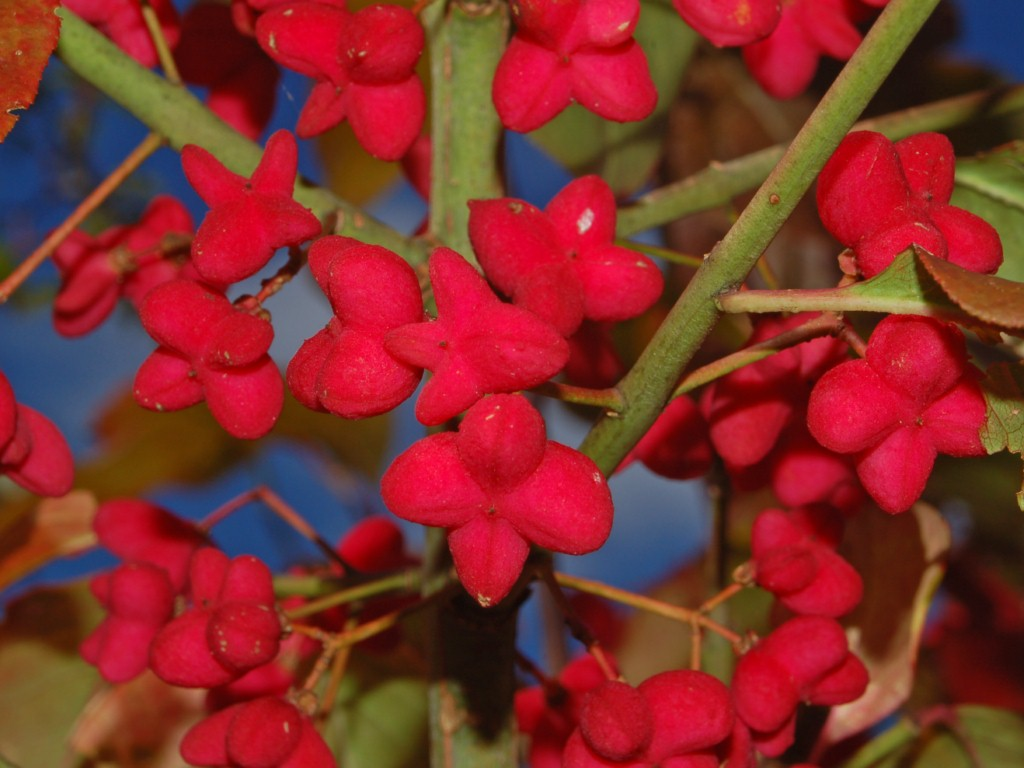
Fruits de Euonymus europaeus
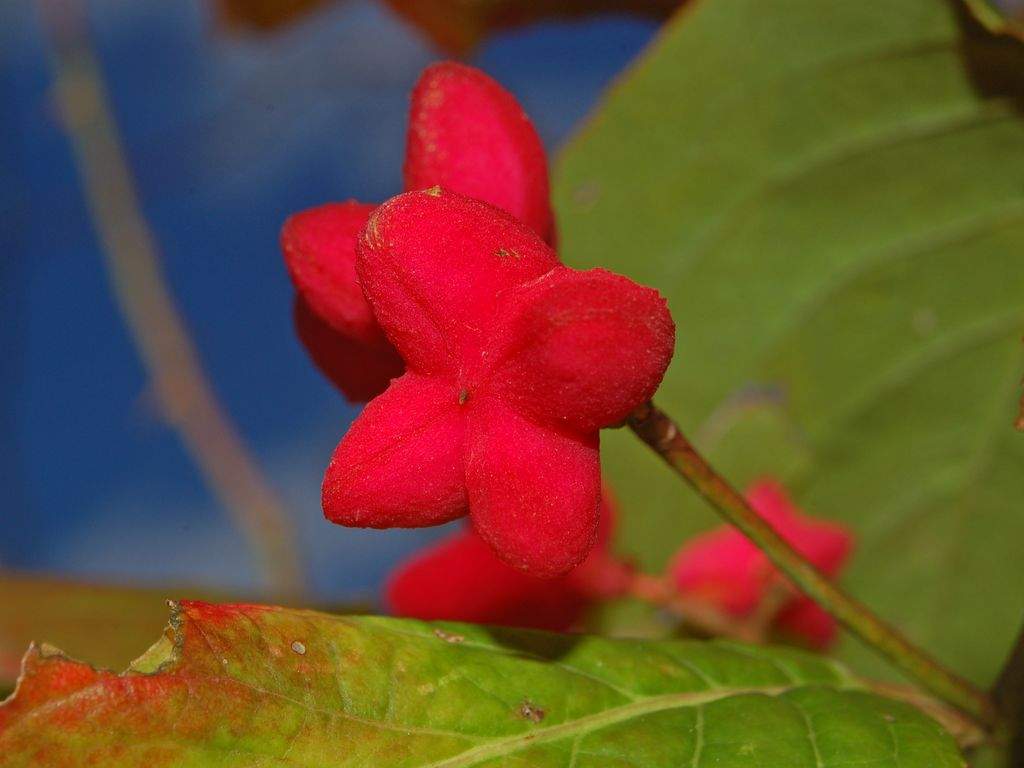
Fruit de Euonymus europaeus
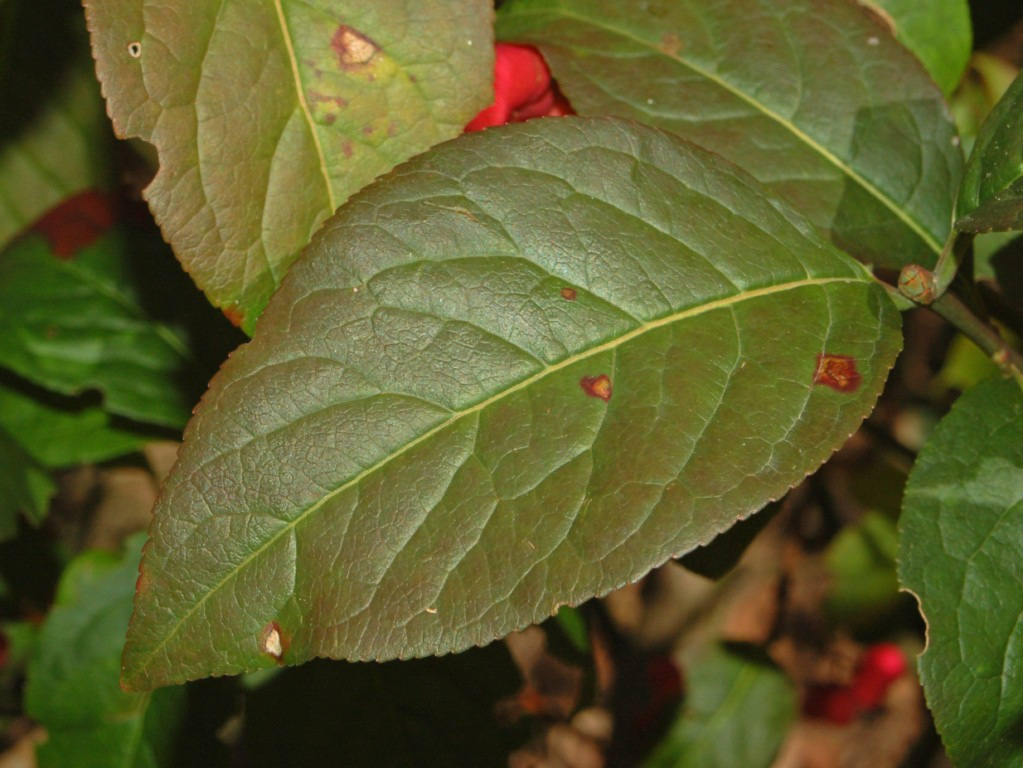
Fulla d'Euonymus europaeus